# 芥舟园
芥舟园又名秦家花园，位于江苏省苏州市吴中区金庭镇缥缈村秦家堡缥缈小学旁，建于清代乾隆年间。秦氏世代行医，园门匾额由顾光旭题写。芥舟园小巧精致，面积仅二分。1986年3月25日列为吴县文物保护单位。。目前无人居住。